# Qezeljeh (ort i Iran)
Qezeljeh (persiska: قِزِلجِۀ رودبار, قِزِلجَه, قزلجه) är en ort i Iran.   Den ligger i provinsen Markazi, i den centrala delen av landet, 170 km sydväst om huvudstaden Teheran. Qezeljeh ligger 1 637 meter över havet och antalet invånare är 588.
Terrängen runt Qezeljeh är lite bergig.Runt Qezeljeh är det glesbefolkat, med 20 invånare per kvadratkilometer. Närmaste större samhälle är Tafresh, 16,1 km sydost om Qezeljeh. Trakten runt Qezeljeh består i huvudsak av gräsmarker.